# 京王プラザホテル
京王プラザホテル（けいおうプラザホテル、英: Keio Plaza Hotel）は京王グループのホテル。
1. 株式会社京王プラザホテル（英文社名：KEIO PLAZA HOTEL CO.,LTD）[1] - 東京都新宿区に本社を置くホテル運営会社。
2. 上記同社および関連会社が運営するホテルの総称。これらホテルで構成されるホテルチェーンブランドを「京王プラザホテルチェーン」という。
3. 上記のうち、東京都新宿区西新宿に立地する2棟建ての超高層ホテル。東京ディズニーリゾート・グッドネイバーホテルの一つ。1.の本社は同ホテル内に所在する。

本項ではこれらを一括して記述する。

## 会社概要
本社がある新宿の京王プラザホテルのほか、直営のグループホテルを多摩地域で1か所、子会社の運営により札幌で1か所運営する。多摩地域の2つのホテルも当初は子会社による運営であったが、1997年（平成9年）4月に株式会社京王プラザホテルへ吸収合併され直営化された。
2003年からプリファード・ホテル・グループに加盟している。1972年から2003年まではインターコンチネンタルホテルズグループに加盟していた。外国人旅行客向けのリザベーション契約で、ホテルオークラの後を引き継ぐ形であった。
なお、親会社の京王電鉄は2002年（平成14年）から、低価格ビジネスホテルチェーンとして「京王プレッソイン」、2018年（平成30年）からは宿泊特化型アッパーミドルホテルとして「京王プレリアホテル」を展開している。これらは京王電鉄の直営事業として、京王プラザホテルチェーンとは別に運営されている。
- 本社：東京都新宿区西新宿2-2-1
- 営業所：札幌、仙台、西日本（大阪）、ロサンゼルス
- グループホテル：札幌、多摩、八王子
- 提携ホテル：プリファードホテルズ&リゾーツ
- 会員制度：47倶楽部、エグゼクティブクラブ

## 沿革
- 1968年（昭和43年）
  - 2月：京王帝都電鉄（現：京王電鉄）が東京都からホテル建設用地を購入[2]。
  - 3月：ホテル建設のため、京王帝都電鉄内に企画調査室第一調査部を設置。
  - 4月：京王帝都電鉄、日本設計、鹿島建設によりホテル建設委員会を発足。
  - 11月：京王帝都電鉄内にホテル準備室を発足、建設計画を発表。起工式を行う。
- 1969年（昭和44年）
  - 3月：新宿新都心開発協議会を発足。ホテルの基本設計を完了。
  - 4月10日：株式会社京王プラザホテルを設立[1][2]。京王帝都電鉄代表取締役社長（第2代）[5]であった井上定雄が初代代表取締役社長に就任。
- 1970年（昭和45年）
  - 3月：高さ日本一（当時）となる47階の鉄骨が完成。翌4月に上棟式を行う。
- 1971年（昭和46年）
  - 3月：京王プラザホテル竣工式を行う[2]。
  - 5月：京王プラザホテル（新宿）47階展望室オープン。大阪営業所（現：西日本営業所）を開設。
  - 6月5日：京王プラザホテル（新宿）全館グランドオープン[1]。
- 1972年（昭和47年）
  - 1月：インターコンチネンタルホテルズグループ加盟。
- 1975年（昭和50年）
  - 3月：札幌営業所を開設。
  - 9月：京王プラザホテル（新宿）に、日本のシティホテルでは初となるウエディングチャペルをオープン[2]。
- 1976年（昭和51年）7月：京王プラザホテル高松を開業[2]。
- 1979年（昭和54年）9月：名古屋営業所を開設。
- 1980年（昭和55年）
  - 5月：仙台営業所を開設。
  - 11月：京王プラザホテル（新宿）南館がオープン。
- 1981年（昭和56年）5月16日：株式会社京王プラザホテル札幌を設立[6]。
- 1982年（昭和57年）
  - 5月16日：京王プラザホテル札幌を開業[7]。
- 1988年（昭和63年）6月：京王プラザホテル（新宿）にバリアフリー対応のユニバーサルルームを15室設置。
- 1990年（平成2年）4月28日：京王プラザホテル多摩が開業[1]。
- 1994年（平成6年）
  - 5月：京王プラザホテル（新宿）47階に「カラオケ フォーティーセブン」をオープン。
  - 9月9日：京王プラザホテル八王子が開業[1]。
- 1996年（平成8年）3月：京王プラザホテル多摩に西館がオープン。
- 1997年（平成9年）
  - 4月：株式会社京王プラザホテルが、株式会社京王プラザホテル多摩、株式会社京王プラザホテル八王子を吸収合併[2]。
  - 4月：京王プラザホテル高松を閉業[2]。
- 1998年（平成10年）10月：会社分割により資産保有会社として京王ホテル管財株式会社を設立。株式会社京王プラザホテルはホテル運営会社となる[2]。
- 2002年（平成14年）10月：オリエンタルランドと契約し東京ディズニーリゾート・グッドネイバーホテルに参加。
- 2003年（平成15年）
  - 8月：プリファード・ホテル・グループの「サミット・ホテルズ&リゾーツ」に加盟。
  - 9月：京王プラザホテル（新宿）で、2003年度より6年間のの施設リニューアルを開始。宴会場やレストランフロアや客室などを100億円超の投資により大規模に改装する。
  - 9月30日：契約期間満了によりインターコンチネンタルホテルズグループとのフランチャイズ契約を終了。
- 2014年（平成26年）11月：京王プラザホテル（新宿）と京王プラザホテル多摩に「ハローキティルーム」を新設[2]。
- 2015年（平成27年）3月：プリファード・ホテル・グループのリブランディングにより「サミット・ホテルズ&リゾーツ」から「プリファード・ライフスタイル」へ改称。
- 2021年（令和3年）
  - 12月：福岡営業所を開設。
  - 12月21日：2023年1月15日をもって、京王プラザホテル多摩の営業を終了すると発表[8][9][10][11]。

## 運営するホテル

### 京王プラザホテル（新宿）
1968年（昭和43年）11月、京王帝都電鉄（現：京王電鉄）は「新宿副都心建設計画」に基づき、西新宿の東京都水道局淀橋浄水場跡地に造成された新都心6号地に超高層ホテルを建設することを発表。翌年4月10日、運営会社となる株式会社京王プラザホテルを設立した後、ホテル建設に着手し、2年7か月の工期を経て、1971年（昭和46年）6月5日に開業した。
京王プラザホテルは、西新宿の超高層ビル群で最初に建設され、当時としては世界一の超高層ホテルとして建てられた。計画時には新宿は国際ホテルに適さないと危惧されたが、開業5年目には黒字を計上し、1980年（昭和55年）11月1日には地上35階・地下3階の南館を開業している。
高さは本館が178メートル、南館が138メートル。客室総数1,438の巨艦ホテルである。1974年（昭和49年）に新宿住友ビルに抜かれるまでは、日本で最も高い超高層ビルであった。その後もホテル単体の建物としての高さは長らく日本一の座を誇っていたが、1993年（平成5年）の幕張プリンスホテル（現：アパホテル&リゾート東京ベイ幕張）の完成により日本一の座を譲った。2022年にDOCOMOMO JAPAN選定 日本におけるモダン・ムーブメントの建築に認定されている。
最上階の47階は有料展望台として一般に公開され、その後はカラオケフォーティーセブンが営業していた。2024年3月15日からはコワーキングスペースを兼ねた「SKY PLAZA IBASHO」として営業している。
メインエントランスは3階で、新宿駅西口地下広場への通路につながるエントランスは2階になる。
その高さを利用して、在日米軍が横田飛行場・赤坂プレスセンター・ニュー山王ホテル（旧称アンリツ会館）の3か所をネットワーク化する際の無線中継所設置を計画したことがあったが「民間施設の軍事転用を狙うもの」として問題となり、計画は後に撤回された。
帝国・オークラ・ニューオータニの旧御三家や、ハイアット・フォーシーズンズ・ウェスティンの新御三家とは一線を画した営業を行う。2008年（平成20年）11月21日には「ミシュランガイド東京日本語版2009」の「快適なホテル格付け順」で「黒い家マーク3つ」を獲得した。

### 京王プラザホテル札幌
- 所在地：北海道札幌市中央区北5条西7丁目2-1
- 1982年（昭和57年）5月16日開業[7]。株式会社京王プラザホテル札幌が運営する。なお、株式会社京王プラザホテル札幌は京王電鉄の100%子会社であり[18]、京王プラザホテルの子会社ではない。

### 京王プラザホテル八王子
- 所在地：東京都八王子市旭町14-1
- 1994年（平成6年）9月9日開業[1]。当初は子会社の「京王プラザホテル八王子」が運営していたが、1997年（平成9年）4月に京王プラザホテルへ吸収合併された[2]。
- JR八王子駅前に立地しており、京王八王子駅からはやや離れている。このホテルが建設された土地は、京王線の国鉄八王子駅乗り入れ計画用に確保されていたもので、乗り入れ計画断念後は、1960年（昭和35年）から1992年（平成4年）まで京王帝都電鉄自動車事業部（現：京王電鉄バス）八王子営業所として使用されていた。

### 過去に運営していたホテル

#### 京王プラザホテル高松
- 所在地：香川県高松市中央町11-5[19]
- 1976年（昭和51年）7月開業[2]、1997年（平成9年）4月閉業[2]。中央通りと八幡通りの交差点付近にあった旧・高松プレジデントホテル（1974年開業）の運営を引き継いだもの。
- 閉館後は居抜きで東横イン高松中新町となったが[20]、老朽化により[20]2016年（平成28年）6月29日に閉館[19]。建物は解体され、跡地には分譲タワーマンション「グラディス高松ザ・タワー」[21][22]が建設された。

#### 京王プラザホテル多摩
- 所在地：東京都多摩市落合1-43
- 1990年（平成2年）4月28日開業[1][23]。多摩ニュータウンの中心地区である京王多摩センター駅前に立地し、1996年（平成8年）3月20日には西館も開業。近くにサンリオピューロランドあることから、ホテル西館9階にはサンリオキャラクターとタイアップした「ハローキティルーム」「マイメロディルーム」「リトルツインスターズルーム」を備えていた[24]。運営は当初、子会社として設立された「京王プラザホテル多摩」が手掛けていたが、1997年（平成9年）4月に京王プラザホテルへ吸収合併された[2]。

- しかし、コロナ禍による利用客急減により、以前は8割から9割だった客室稼働率が、2020年度は約4割まで落ち込み、東京都で緊急事態宣言が解除された後の同年末も6割から7割までしか回復しなかった[10]。加えて開業から31年が経過して建物が老朽化し、営業継続には大幅な改修が必要となることから、2023年（令和5年）1月15日をもって[8][9][10][11]、営業を終了。多摩地域での営業は京王プラザホテル八王子に集約となった[8][9][10]。土地・建物所有者である京王電鉄は、営業終了後の建物の扱いについて未定としていたが[10][11]、2023年11月、跡地に商業施設と分譲マンションからなる複合施設を2028年度に開業すると発表した[25]。

## 問題
2025年4月17日、京王プラザホテルなど都内の大手ホテルを運営する15社が「Front　Reservation会」と呼ばれる会合にて客室単価などの内部情報を共有していたことがわかり、公正取引委員会が独占禁止法違反（不当な取引制限）の疑いで警告を出す方針を固めたことがわかった。

## ギャラリー

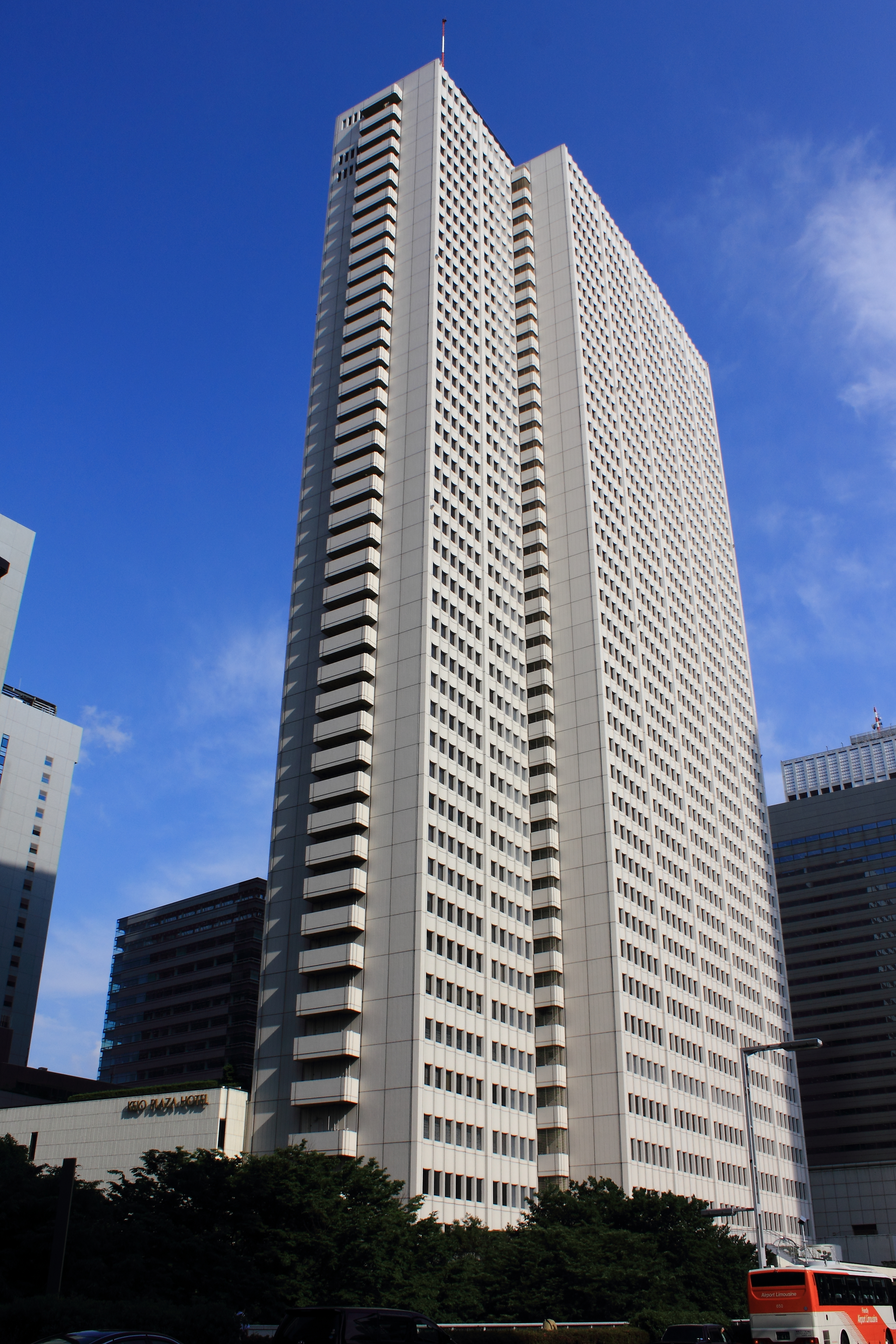
京王プラザホテル本館。隣接する南館は客室がメインであり、両館はホテル内のロビーで接続している。
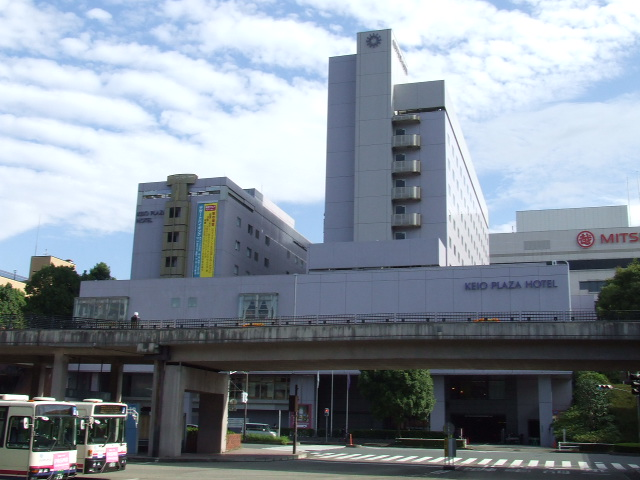
京王プラザホテル多摩
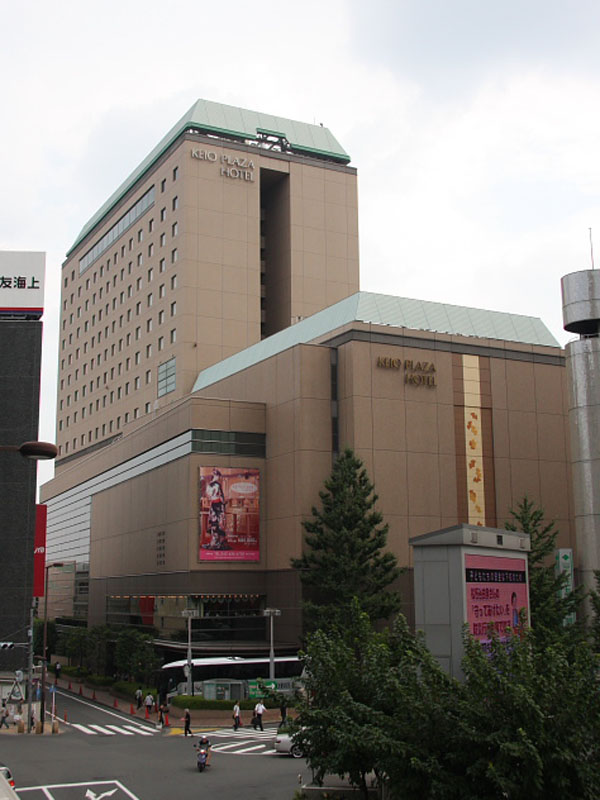
京王プラザホテル八王子
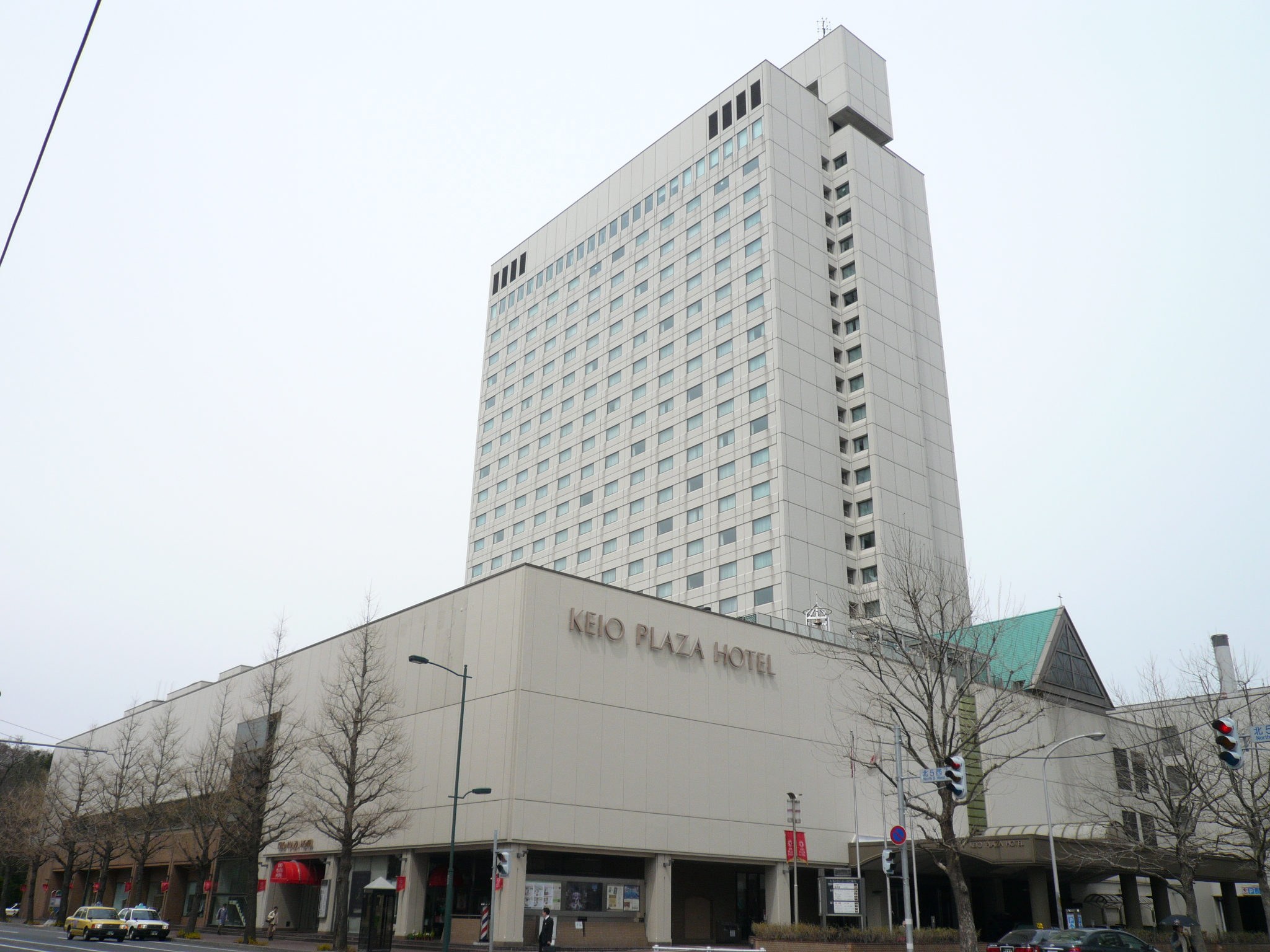
京王プラザホテル札幌

## 京王プラザホテルが登場する作品
ゴジラ (1984年の映画)
1984年公開の東宝製作の映画。劇中でゴジラがスーパーXとの戦いで、放射能火炎で本館の真ん中部分に大穴を空けた。
ゴジラvsキングギドラ
1991年公開の東宝製作の映画。劇中でゴジラがメカキングギドラとの戦いで、転倒して南館の一部が崩壊する。
TAROMAN 岡本太郎式特撮活劇
1970年代に放送されたという体裁の元、 2022年公開のNHK制作の特撮テレビドラマ。第1話の冒頭にて、奇獣・森の掟が建設中の本館の背後を掠めて飛行するカットが登場する。

## その他
- アントニオ猪木対モハメド・アリ（格闘技世界一決定戦）
  - 試合3日前の1976年6月23日にここで調印式とセレモニーなどが行われ、その模様が『水曜スペシャル』（NET系列）で放送された。
- ズームイン!!朝!
  - 日本テレビ系で1979年から2001年まで放送されていた情報番組。番組初期に笑福亭仁鶴司会の「おはようさん!新婚さん」というコーナーが京王プラザホテルの最上階から放送されていた。
- モハメド・アリ
  - 来日の際には宿舎として利用していた。ロビー到着と同時に和服姿の美女50人とシンセサイザーでのアリのテーマの演奏＋助六太鼓。翌日からはアリの食生活を報道陣に公表するなど、販売促進スタッフのアイディアによるものだった[31]。
- KEIRINグランプリ
  - 2013年、2016年の共同記者会見・前夜祭会場。
- 和田研究所/ミス日本
  - 南館に和田研究所本部と、同研究所が主催するミスコンテスト・ミス日本の運営事務局がある。